# ロフストランドクラッチ

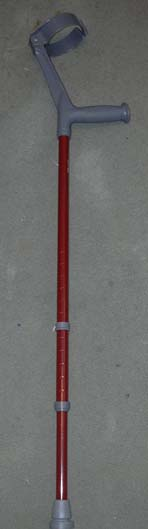
ロフストランドクラッチ

ロフストランドクラッチ（英語: Lofstrand Crutch）とは、医療用補助器具の1つで、前腕部支持型杖とも呼ばれ、腕に装着して使用する片手用の杖である。介護・リハビリ用の歩行補助器具として使用される。名称は発明した A.R.Lofstrand, Jr. に由来する。 

## 概要
ステッキのような形状の杖にカフと呼ばれる肘（腕）を固定するサポート機構が備えられている。グリップを握り締めた力と、カフで固定した肘部分の力が杖先に伝わるよう、絶妙な角度で杖の支柱が伸びているのが特徴的で、この角度によってグリップとカフで固定した力が真っすぐ杖の先に伝わる設計になっている。
多くの製品はグリップから下（接地点）までの長さと、グリップから上（カフ）までの長さを調整できる機構を備えている。最近は後者の調整機構が無いエルゴグリフクラッチというものもある。
カフにはU型のオープンカフと、O型のクローズカフがあり、当然ながらクローズカフの方がホールド性が高く、力が入りやすい。またグリップを手放した時に杖を落とすことも防げるからポケットから財布を取り出したりする場合に案外便利である。しかしクローズカフはリングの中に腕を通さなくてはならないため、冬場に厚手の上着を着ていると腕が入らないという不便さもある。
松葉杖と同じく下肢補助用の医療器具である。現在では単に肘部分で固定するだけのものから、支脚部分がヒンジ接続になっていて、歩行時以外は肩口に向けて跳ね上げることが出来るものまであり、素材もアルミ素材からカーボン素材まで種類も様々である。接地面の位置の調節は主にスライド式のバネ付きクリックラッチで段階式で行うものが多い。
その未来的形状から円谷プロの特撮作品(帰ってきたウルトラマン・ウルトラマンレオ等)で使用され話題になった事が有るが当時名称迄は広まらなかった。

## リハビリテーションでの利用
リハビリテーションにおいて理学療法的には障害のある足とは反対の手に持って使用するのが正しいとされる。これは人間の歩行を考えれば当然のことであり、痛めている足だけで体重を支えることが困難なために、補助的に片杖を使って体重を分散するのが目的だからである。もっとも現実は、痛みのために片杖側に身体を傾けてしまい、障害のある痛い足は外に広げがちになる。これは人間の痛みに対する防衛本能であることから無意識行動であるが、リハビリテーションを目的とした場合は特に、出来るだけ垂直に体を立て体重を1/2ずつ分散して歩けるよう意識して歩行するのが重要である。回復が見込めない障害の場合でも、杖に頼る姿勢は身体の歪みの原因となるため正しい歩行を意識することが望ましい。
片杖がリハビリに向いている理由を記す。両手に持った松葉杖はサポート部を脇に当てることでしっかりした安定性を確保できるため、体重の多くを上半身で支えることが出来る。しかし多くの場合リハビリ段階に入ると、これが裏目に出てしまい過剰に足をかばってしまうことになる。そこで松葉杖を一本にしたり、ロフストランドクラッチや、エルゴグリフクラッチに移行することで体重を否応ナシに足に荷重して行く訓練をすることが、昨今の医療的にはリハビリよりもより効果的だと言われる。特に骨折の場合は体重を骨に加えることからギプスを巻いて体重をかけなかった期間に衰えた（細った）骨の強化を期待出来る。しかし痛いからと言ってそれを怠ると骨が細く弱くなりまた骨折してしまうことも危惧される。